# Альтернатива для Германии (Шлезвиг-Гольштейн)
Альтернатива для Германии (АдГ) (Шлезвиг-Гольштейн) — региональная ассоциация партии «Альтернатива Германии» в Шлезвиг-Гольштейне. Региональную ассоциацию возглавляла Дорис фон Сайн-Витгенштейн в качестве председателя, которая была исключена из партии 28 августа 2019 года, из-за критики за предполагаемые контакты с правыми экстремистами. Партия впервые баллотировалась на выборах в 2017 году с Йоргом Нобисом (нем. Jörg Nobis) в качестве главного кандидата и вошла в парламент Шлезвиг-Гольштейн с парламентской группой. На федеральных выборах 2017 года АдГ баллотировалась с главным кандидатом Бруно Холлнагелем.

## История
Региональная ассоциация партии «Альтернатива Германии» в Шлезвиг-Гольштейне была создана 27 апреля 2013 года.

## Организация
Региональный офис партии находится в Киле. Существует региональный арбитражный суд по внутрипартийным спорам.

### Администрация партии[3]
| Председатель             | не занят                                                        |
| Заместитель председателя | Joachim Schneider                                               |
| Казначей                 | Reinhard Zimmermann                                             |
| Заместитель казначея     | Barbara Janitzek                                                |
| Заседатели               | Kay Browatzki, Kurt Kleinschmidt, Rainer Ronke, Annette Walther |

#### Молодая альтернатива Шлезвиг-Гольштейн
«Молодая альтернатива Шлезвиг-Гольштейн» — молодёжная ассоциация АдГ Шлезвиг-Гольштейн.